# Richard de Rodez
Richard III de Millau, mort entre 1119 et 1132, fut un vicomte de Carlat, vicomte puis comte de Rodez à partir de 1112.

## Biographie
Il était fils de Bérenger, vicomte de Millau et de Rodez, et d'Adèle, vicomtesse de Carlat et de Lodève.
Il partagea les titres de ses parents avec son frère Gilbert : il reçut les vicomtés de Rodez et de Carlat, tandis que Gilbert devint vicomte de Millau et de Lodève. Ce dernier s'intitulera par la suite comte de Gévaudan et deviendra comte de Provence par son mariage avec la comtesse Gerberge de Provence.
Richard resta vicomte plus longtemps, n'étant en fait qu'un officier de Raymond de Saint-Gilles, comte de Toulouse et de Rouergue. Mais Raymond s'engagea dans la première croisade et, pour financer sa participation, engagea une partie de la ville de Rodez à Richard. 
Raymond était un comte puissant, capable de tenir tête à ses ennemis, notamment son voisin Guillaume IX d'Aquitaine qui, marié à une nièce de Raymond, revendiquait le comté de Toulouse. Bertrand de Toulouse, le fils de Raymond, eut d'énormes difficultés à se maintenir face à Guillaume, puis partit en Terre sainte, laissant le comté de Toulouse à son demi-frère Alphonse Jourdain, qui eut également à lutter contre Guillaume. Profitant de ces temps d'anarchie et de troubles, le vicomte Richard acquit peu à peu les prérogatives du comte et s'intitula en 1112 comte de Rodez.
Il épousa une Adélaïs dont on ne sait rien d'autre qui donna naissance à un seul fils : Hugues Ier († 1159).